# Lepidostoma cervicorne
Lepidostoma cervicorne is een schietmot uit de familie Lepidostomatidae. De soort komt voor in het Palearctisch gebied.